# ポケモンだいすきNOW
ポケモンだいすきNOW（ポケモンだいすきナウ）は2008年2月20日から3月26日まで放送されたBSジャパン製作の短期番組。 
『ポケモン☆サンデー』の派生的番組ともいえる。

## 放送内容
ポケモンだいすきサポーターのミッチー&アカネが「ポケモンレンジャー バトナージ」や「ポケモンカードゲームDP」の秘密をレポートする。番組内で発表された合言葉を「ポケモンだいすきクラブ」のホームページに入力すると、抽選でプレゼントが当たるキャンペーンも行われた。

## 放送時間
毎週水曜日 18:00〜18:15（JST、全6回）

## 出演者
- アカネ（壁谷明音）
- ミッチー（川口倫裕）

## 備考
BSJロゴは番組冒頭とCM明けのみ4秒間表示